# Гостиный двор (Минск)
Гостиный двор — комплекс исторических зданий XVIII — начала XX века в Минске, памятник архитектуры (номер 712Г000234). Расположен по адресу: площадь Свободы, дома 2-10.

## История
Гостиный двор в Минске начал формироваться на главной рыночной площади в середине XVI века (остатки каменных строений XVI века были обнаружены при археологических раскопках территории современного двора). Самые ранние из сохранившихся построек относятся к XVIII веку. В 1798—1801 гг. губернский архитектор Фёдор Крамер пристроил к имевшимся зданиям большой северо-восточный корпус и реконструировал другие здания в стиле классицизма. В первой половине XIX века к зданиям была пристроена с трёх сторон торговая галерея. На нижних этажах зданий располагались магазины, верхние были жилыми. В 1909 году была перестроена юго-западная часть комплекса, надстроенная третьим этажом и получившая новый фасад в стиле модерн. В начале XX века в нём располагалось отделение Азово-Донского банка, купеческий клуб. После 1920 года в зданиях располагались разные учреждения. В 1923—1933 гг. в нём работал Минский исполком советов рабочих и крестьянских депутатов, а в 1930-е гг. — Дом селянина. В 1920-х годах разобрана торговая галерея. В 1930-е годы восточный фасад перестроен (в настоящее время восстановлен по состоянию на начало XX века).

## Архитектура
Комплекс составляют двух-трёхэтажные здания, его композиция в плане замкнутая, с двумя внутренними двориками. Главный юго-западный фасад формирует трёхэтажное здание № 4, Г-образное в плане. Он оформлен в стиле модерн, в его центре килевидный фронтон. Фасад расчленяют лопатки в простенках между прямоугольными оконными проёмами. Его украшает растительный орнамент. Северо-восточный фасад оформлен в классическом стиле.